# Raphaël Elig
Pour les articles homonymes, voir Elig.
Raphaël Elig (né Raphaël Eligoulachvili à Paris) est un musicien et compositeur français.

## Biographie
Après des études de piano à l'École normale de musique de Paris avec Serge Petitgirard et des classes d'harmonie, contrepoint et fugue avec Jeannine Richer, Raphaël Elig suit les cours de musiques de film de Laurent Petitgirard. Il complète ses études en étudiant la musique électronique au CCRMA, le centre de recherche acoustique et musicale de l'université Stanford en Californie.
Son parcours professionnel débute en tant que compositeur, auteur et interprète chez EMI où il sort deux albums au début des années 90 (J'me fais du bien et Les garçons aiment les filles). En parallèle, il écrit des musiques pour le théâtre (Patrick Timsit, Clémentine Célarié, Sophia Aram…), pour la télé: Chic, Square Idée sur Arte et Cash Investigation, Thalassa sur France TV et  des musiques de pub: Cartier, Vuitton, Air France, Chaumet etc..
Il écrit des chansons pour Gloria Gaynor, Yi Zhou, Laure Milena.
Au milieu des années 90, il participe à la création du groupe Res Rocket, avec des musiciens anglais et américains sur Internet. Le principe est de jouer de la musique à distance et d'utiliser Internet comme vecteur de création, le projet est couvert par de nombreux médias internationaux (CNN, MTV, Canal+, BBC, etc.)
En 2003, il explore un moment la vidéo et les nouvelles technologies pour expérimenter de nouvelles formes artistiques.
Il compose en 2008, la musique du premier long métrage en solo de Marc Caro, Dante 01 en collaboration avec Éric Wenger (mg).
Et en 2013, il compose la musique de Rue Mandar un film d'Idit Cebula.
En 2018, il commence l'enregistrement de l'album Préludes - Avant le jeu. Pour ce projet de piano il retrouve la simplicité et le minimalisme dans la composition de ses mélodies. Il inscrit ce travail dans la tradition des pièces pour piano telles que les Scènes d'enfants de Schumann, les 33 miniatures de Guia Kantcheli, Children Songs (en) de Chick Corea.
C'est ce travail personnel autour de l'enfance et de la transmission qui permet la rencontre avec le réalisateur Samir Guesmi en fin 2019. Il compose et interprète la musique de son long métrage Ibrahim produit par Why Not Productions.
La redécouverte de l'utilisation de la musique dans Une femme sous influence de John Cassavetes le convainc d'enregistrer la musique du film sur son piano d'étude dans son appartement, dans le prolongement de son travail sur l'album. Il fait une large place au silence, considérant que celui-ci fait partie de la composition, de la musique et de sa respiration.
En septembre 2020, au Festival du film francophone d'Angoulême, Ibrahim remporte quatre prix dont celui de la meilleure musique. Le Valois de la musique a été remis sur scène par la chanteuse Clara Luciani au nom du Jury 2020 du Festival, .

## Discographie sélective
Raphaël Eligoulachvili
- 2020 : Interlude Ma Nishtana (Raphaël Elig)
- 2020 : Prélude No.3 (Raphaël Elig)
- 2020 : Prélude No.7 (Raphaël Elig)
- 2021 : Ibrahim (BO) (Why Not Productions)
- 2022 : Préludes - Avant le Jeu (relig Productions)[14]
- 2023 : Dream #1  - "Uto'pians, Vol. 4" (Blue Spiral Records)[15]
- 2024 : Ady Steg (Bandę Originale du documentaire d'Isabelle Wekstein)[16] (relig Productions)
- 2024 : Dreams  (relig Productions)
- 2025 : The Piano Tuner (Bande Originale du film de Nicole Giroux) (relig Productions)

Raphaël Elig
- 1988 : J'me fais du bien (EMI)
- 1989 : Les garçons aiment les filles (EMI)
- 2003 : DVD by Numbers (Sony Music)
- 2013 : Rue Mandar (BO) (Delabel)
- 2018 : We'll Never Die (Raphaël Elig)

Haarpband
- 2011 : Black Diamond (Recorder)

White Bamby
- 2011 : On the Sand (Folistar)
- 2014 : You Bring the Night (Folistar)

Maintenant
- 2017 : That's All We Know (Irradiant Hologram)

## Filmographie sélective en tant que compositeur

### Cinéma
- 2008 : Dante 01, un film de Marc Caro
- 2008 : Woodstock, un court métrage de Juliette Nioré
- 2009 : Pour la Vie, un court métrage de Juliette Nioré
- 2010 : L'An prochain à Bombay, un documentaire de Jonas Pariente et Mathias Mangin
- 2011 : 30 kilos, un court métrage de Juliette Nioré
- 2011 : Time Project, une installation vidéo de Gilles Bensimon
- 2013 : Rue Mandar, un film d'Idit Cebula
- 2016 : TAAM, un documentaire de Sophie Bramly
- 2019 : Danse avec tes maux, un film de Touria Benzari
- 2021 : Ibrahim, un film de Samir Guesmi
- 2025 : The Piano Tuner, un film de Nicole Giroux

### Télévision
- 2006 : Chic sur Arte
- 2011 : Au clair de la lune sur France 2
- 2012 : Cash Investigation sur France 2
- 2013 : Le Bureau des affaires sexistes (mini-série) sur France Télévisions
- 2013 : Qui sera le prochain grand pâtissier ? sur France 2
- 2016 : Notre histoire est politique sur France 3
- 2016 : Dimanche en Politique sur France 3
- 2017 : Museum : Habillage sonore et musical de la chaîne de l'art
- 2017 :  Thalassa sur France 3
- 2018 : Téva Déco sur Téva
- 2018 : Escape News sur France 4
- 2019 : Le Grand Oral sur France 2
- 2020 : Expression directe sur France Télévisions
- 2020 : TV5 Monde Plus : Habillage sonore et musical de la chaîne
- 2021 : Square Idée et Square Artiste sur Arte
- 2024 : Ady Steg un documentaire d'Isabelle Wekstein[17] sur France 2

### Théâtre
- 2012 : Crise de foi, musique du One Woman Show de Sophia Aram, mise en scène par Benoît Cambillard - Festival d'Avignon 2012
- 2014 : La Rose Jaune d'Isabelle Bournat, musique de la pièce, mise en scène par Jacques Connort - Festival d'Avignon 2014
- 2015 : Le Fond de l'air effraie, musique du One Woman Show de Sophia Aram, mise en scène par Benoît Cambillard - Festival d'Avignon 2015
- 2018 : Gigi de Veronique Willemin, mise en scène par Jacques Connort - Festival d'Avignon 2018
- 2019 : À nos amours, musique du One Woman Show de Sophia Aram, mise en scène par Benoît Cambillard
- 2023 : Le Monde d'Après[18], musique du One Woman Show de Sophia Aram, mise en scène par Benoît Cambillard[19]

## Distinctions

### Récompenses
- Festival du film francophone d'Angoulême 2020 : Valois de la musique pour Ibrahim[13],[12]